# ムームー (企業)
株式会社ムームー（英: Muu Muu co.,ltd.）は、かつて存在した日本のゲーム開発会社。

## 概要
代表となる森川幸人がCG制作で参加していたテレビ番組「ウゴウゴルーガ」がPlayStation開発関係者の目に留まったことがきっかけで1995年に設立された。設立当初の社名は「有限会社ムームー」。
初期はPlayStationを中心にコンシューマーゲーム機用ソフトの開発を行なっていたが、後年はもっぱらスマートフォン用アプリの開発が主となっていた。独特の世界観を持った作品が特徴で、ムームー星人、キーウィ、ヒヨコちゃん、ドクターYなど複数のシリーズに共通して登場するキャラクターも存在する。特に社名を冠したムームー星人はPlayStation CLUBのCD-ROMマガジンである「プレプレ」の初期の号でメインキャラクターを務めるなど、最初期のPlayStationにおいてソニー・コンピュータエンタテインメントの看板キャラクター的な扱われ方をされていた。
がんばれ森川君2号、アストロノーカなどAI技術を活用したゲームも多く、後に森川はムームー時代のノウハウを活かしてゲームAI専業を謳う新会社「モリカトロン」を立ち上げている。

## 主な作品
- ジャンピングフラッシュ!シリーズ（1995年 - ）
  - PlayStation用ソフト。エグザクトとの共同開発。発売元はソニー・コンピュータエンタテインメント
- がんばれ森川君2号（1997年）
  - PlayStation用ソフト。発売元はソニー・コンピュータエンタテインメント
- アストロノーカ（1998年）
  - PlayStation用ソフト。システムサコムとの共同開発。発売元はエニックス
- ここ掘れ!プッカ（2000年）
  - PlayStation用ソフト。発売元はソニー・コンピュータエンタテインメント
- コスモぐらし（2003年）
  - Windows用ソフト。マイクロビジョン、コミュニティーエンジンとの共同開発。発売元はエニックス
- くまうた（2003年）
  - PlayStation 2用ソフト。発売元はソニー・コンピュータエンタテインメント
- 福福の島（2005年）
  - PlayStation Portable用ソフト。発売元はソニー・コンピュータエンタテインメント
- ガラクテイル（2006年）
  - ニンテンドーDS用ソフト。発売元はコーエー
- タシテン +たして10にする物語+（2007年）
  - ニンテンドーDS用ソフト。発売元は任天堂
- つくってうたう さるバンド（2007年）
  - ニンテンドーDSiウェア。発売元は任天堂
- ネコがきたシリーズ（2012年 - ）
  - スマートフォン用アプリ。自社名義による配信
- にゃんこ将軍あばれ旅（2016年）
  - スマートフォン用アプリ。自社名義による配信
- いっぱい!どうぶつこいこい（2018年）
  - スマートフォン用アプリ。自社名義による配信